# Copa de Bélgica de Ciclismo 2017
La 2.ª edición de la Copa de Bélgica de Ciclismo de 2017 fue una serie de carreras de ciclismo en ruta que se realizó en Bélgica. Comenzó el 1 de marzo con Le Samyn y finalizó el 3 de octubre con la Binche-Chimay-Binche.
Forman parte de la clasificación todos los ciclistas profesionales que forman parte del UCI WorldTeam, Profesional Continental y Continental sin límite de nacionalidad estableciendo un sistema de puntuación en función de la posición conseguida en cada clásica y a partir de ahí se crea la clasificación.
La Copa consta de 10 carreras belgas de un día en las categorías 1.1 y 1.HC del UCI Europe Tour, excepto las que declinan estar en esta competición.

## Sistema de puntos
En cada carrera, los primeros 20 corredores ganan puntos y el corredor con la mayor cantidad de puntos en general es considerado el ganador de la Copa de Bélgica. Se llevan a cabo clasificaciones separadas para los mejores jóvenes (sub-23) y el mejor equipo.

### Clasificación individual
| Posición | 1   | 2  | 3  | 4  | 5  | 6  | 7  | 8  | 9  | 10 | 11 | 12 | 13 | 14 | 15 | 16 | 17 | 18 | 19 | 20 |
| Puntos   | 100 | 85 | 72 | 60 | 50 | 45 | 40 | 35 | 30 | 25 | 20 | 18 | 16 | 14 | 12 | 10 | 8  | 6  | 4  | 2  |

### Clasificación de los jóvenes
| Posición | 1   | 2  | 3  | 4  | 5  | 6  | 7  | 8  | 9  | 10 |
| Puntos   | 100 | 85 | 72 | 60 | 50 | 45 | 40 | 35 | 30 | 25 |

### Clasificación por equipos
| Posición | 1  | 2 | 3 | 4 | 5 | 6 | 7 | 8 | 9 | 10 |
| Puntos   | 12 | 9 | 8 | 7 | 6 | 5 | 4 | 3 | 2 | 1  |

## Carreras puntuables
| Clasificación | Clasificación    | Clasificación                  | Clasificación            | Clasificación       | Clasificación                        | Clasificación                         |
| Pos.          | Fecha            | Carrera                        | Ganador                  | Equipo              | Líder de la clasificación individual | Líder de la clasificación por equipos |
| ------------- | ---------------- | ------------------------------ | ------------------------ | ------------------- | ------------------------------------ | ------------------------------------- |
| 1.º           | 1 de marzo       | Le Samyn                       | Guillaume Van Keirsbulck | Wanty-Groupe Gobert | Guillaume Van Keirsbulck             | Quick-Step Floors                     |
| 2.º           | 5 de marzo       | A través de Flandes Occidental | Jos van Emden            | LottoNL-Jumbo       | Guillaume Van Keirsbulck             | Quick-Step Floors                     |
| 3.º           | 17 de marzo      | Handzame Classic               | Kristoffer Halvorsen     | Joker Icopal        | Guillaume Van Keirsbulck             | Roompot-Nederlandse Loterij           |
| 4.º           | 3 de junio       | Flecha de Heist                | Jasper De Buyst          | Lotto Soudal        | Jasper De Buyst                      | Roompot-Nederlandse Loterij           |
| 5.º           | 12 de junio      | Halle-Ingooigem                | Arnaud Démare            | FDJ                 | Kenny Dehaes                         | Lotto Soudal                          |
| 6.º           | 5 de agosto      | Dwars door het Hageland        | Mathieu van der Poel     | Corendon-Circus     | Kenny Dehaes                         | Roompot-Nederlandse Loterij           |
| 7.º           | 20 de agosto     | Gran Premio Jef Scherens       | Timothy Dupont           | Verandas Willems    | Kenny Dehaes                         | Roompot-Nederlandse Loterij           |
| 8.º           | 15 de septiembre | Campeonato de Flandes          | Fernando Gaviria         | Quick-Step Floors   | Kenny Dehaes                         | Roompot-Nederlandse Loterij           |
| 9.º           | 1 de octubre     | Tour de Eurométropole          | Tour de Eurométropole    | Fortuneo-Oscaro     | Kenny Dehaes                         | Roompot-Nederlandse Loterij           |
| 10.º          | 3 de octubre     | Binche-Chimay-Binche           | Jasper De Buyst          | Lotto Soudal        | Jasper De Buyst                      | LottoNL-Jumbo                         |

## Clasificaciones Finales

### Individual
| Posición | Ciclista                 | Equipo                  | Puntos |
| -------- | ------------------------ | ----------------------- | ------ |
| 1.º      | Jasper De Buyst          | Lotto Soudal            | 86     |
| 2.º      | Kenny Dehaes             | Wanty-Groupe Gobert     | 68     |
| 3.º      | Guillaume Van Keirsbulck | Wanty-Groupe Gobert     | 44     |
| 4.º      | Timothy Dupont           | Vérandas Willems-Crelan | 40     |
| 5.º      | Iljo Keisse              | Quick-Step Floors       | 32     |

### Jóvenes
| Posición | Ciclista     | Equipo | Puntos |
| -------- | ------------ | ------ | ------ |
| 1.º      | Bandera de ? |        |        |
| 2.º      | Bandera de ? |        |        |
| 3.º      | Bandera de ? |        |        |

### Equipos
| Posición | Equipo                       | Puntos |
| -------- | ---------------------------- | ------ |
| 1.º      | LottoNL-Jumbo                | 52     |
| 2.º      | Roompot-Nederlandse Loterij  | 52     |
| 3.º      | WB-Aqua Protect-Veranclassic | 51     |
| 4.º      | Wanty-Groupe Gobert          | 48     |
| 5.º      | Quick-Step Floors            | 43     |